# Рубікон
Рубіко́н (лат. Rubicō) — невелика річка (довжина — 29 км) на Апеннінському півострові, що впадає в Адріатичне море, на північ від м. Ріміні.
До 42 року до н. е. була кордоном між Італією й римською провінцією Цизальпійська Галлія.
Річка відома через крилатий вислів «перейти Рубікон».
Історія цього виразу пов'язане з тими часами, коли Юлій Цезар ще не був диктатором, а всього лише воєначальником (проконсулом), а в Римі була республіка. За законом, проконсул мав право очолювати військо тільки за межами Італії. Але Цезар вирішив повалити республіку і стати диктатором. 10 січня 49 року до н. е. він зі своїм військом підійшов до Рубікону. Але не був певен у силі свого війська і тому вагався, адже у випадку невдачі він буде публічно осоромлений і його стратять. Цезар перейшов Рубікон і після громадянської війни став диктатором.
З тих часів вислів «перейти Рубікон» означає ухвалення безповоротного рішення. Аналогічний фразеологізм — «спалити за собою мости» або «жереб кинуто» (лат. Alea iacta est).

## Сьогодні: пошуки річки
У 1933 році були зроблені серйозні спроби відшукати місце розташування річки. Річка Fiumicino, що перетинає місто Савіньяно-суль-Рубіконе Savignano di Romagna (тепер Savignano sul Rubicone), була офіційно ідентифікована як колишній Рубікон. Заключна теза, що нібито підтверджує цю теорію, була знайдена тільки в 1991 році, коли три італійських вчених (Pignotti, Ravagli і Donati) довели, що відстань від Риму до Рубікону становила близько 200 кілометрів.
До нашого часу дійшло дуже мало історичних підтверджень походу Цезаря. Савіньяно-суль-Рубіконе (Savignano sul Rubicone) сьогодні є невеликим індустріальним містом, а річка перетворилася в справжню стічну канаву в області Емілія-Романья. Інтенсивна експлуатація підземних вод у верхньому руслі разом з природним його висиханням навесні, виснажили її води. Це була незначна річка навіть у римські часи, але відтоді Рубікон ще більше змінився і знітився.